# 对Windows 10的批评
Windows 10是Microsoft於2015年7月發布的作業系統，其受到了很多評論者和使用者的批評。批評的方面由於主要涉及隱私問題，它已經成為各個團體進行的一系列負面評價的主題。

## 一般批評
批評者指出，Windows 10非常重視免費增值服務，並包含各種廣告内容。一些網點認為這些是免費升級優惠的隱藏「成本」。例如被包括在媒體商店，Office 365，捆綁遊戲中的付費功能，比如Microsoft Solitaire Collection，被默認設置顯示「建議」的應用的促銷在「開始選單」和鎖定屏幕上可能包含廣告的「提示」中，廣告會顯示在Redstone 2版本的Office 365訂閱的文件資源管理器中，以及將其他瀏覽器設置為默認值時，會被宣傳Microsoft Edge Web瀏覽器的通知。工具列上「新聞和興趣」小工具的彈窗令人惱火。

#### 系統更新
Windows 10家庭版永久設置為自動下載所有更新，包括累積更新，安全修補程序和驅動程序，使用者無法單獨選擇要安裝的更新。Microsoft提供了一種診斷工具，可用於隱藏更新並防止重新安裝，但只有在已經安裝後才能重新安裝，然後在不重新啟動系統的情況下卸載。 The Verge的Tom Warren認為，鑑於Google Chrome等網絡瀏覽器已經採用了這樣的自動更新系統，這樣的要求將有助於保留所有Windows 10設備是安全的，並且覺得「如果過去總是因為你的家庭成員沒有升級到最新的Windows服務包或一些惡意軟體禁用Windows更新而總是需要你的技術支援, 那麼那些日子將有望結束。」
有人擔心由於這些變化，使用者將無法跳過自動安裝有故障的更新或導致某些系統配置出現問題——儘管構建升級也將通過Windows Insider程序進行公共Beta測試。還有人擔心通過Windows Update強制安裝驅動程序更新（以前為「可選」）可能會導致與獨立於Windows Update安裝的驅動程序發生衝突。這種情況發生在作業系統的一般發布之前，當一個輝達圖像處理器驅動程式被自動通過Windows Update推送到Windows10使用者時，會導致無法使用某些功能的問題，或者根本無法啟動系統。
批評還指向微軟決定不再提供有關Windows 10累積更新內容的具體細節。2016年2月9日，微軟改變了這一決定，並開始在Windows網站上提供累積更新的發布說明。
一些使用者報告說，在安裝11月升級期間，某些應用程序（特別是CPU-Z和Speccy等實用程序）在升級過程中自動卸載，一些默認程序被重置為Microsoft指定的默認值（如Photos app），以及Microsoft Edge for PDF查看，兩者都沒有警告。
更多的問題在更新一經面世就被發現，例如週年更新（「紅石」），會導致包括一些設備凍結的錯誤（但累積更新KB3176938解決，2016年8月31日公佈），而且Windows處理網絡攝像頭方式的根本性變化導致許多人的網絡攝像頭停止工作。

#### 分配實踐
微軟因其用於推廣Windows 10免費升級活動的策略受到批評，包括類似廣告軟體的行為，使用欺騙性用戶界面誘使使用者安裝作業系統，在未經使用者的同意的時候下載安裝檔案，並且如果用戶不希望升級到10，則難以禁止廣告和通知。升級和報價使用「Get Windows 10」（GWX）應用程序進行營銷和啟動，該應用程序於2015年3月首次通過Windows Update下載並安裝。登錄檔和組策略設定可用於部分禁用GWX機制，但通過Windows Update將修補程式安裝到GWX軟體可以將這些密鑰重置為默認值，從而重新激活軟體。第三方程式也提供了幫助使用者應用禁用GWX的措施。
據報導，2015年9月，微軟曾在所有兼容Windows 10的7或8.1計算機上自動下載了Windows 10的安裝檔案，這些計算機配置為自動下載和安裝更新，無論他們是否具體請求升級。微軟正式確認了這一變化，聲稱這是“一種減少安裝時間並確保設備準備就緒的行業慣例”。這一舉動受到擁有數據上限的使用者或存儲容量較低的設備的批評，因為自動下載最多6GiB的數據會消耗資源。其他批評者認為，未經使用者同意，微軟不應該觸發任何Windows 10安裝檔案的下載。
2015年10月，Windows 10開始在Windows Update界面中顯示為“可選”更新，但在某些系統上預先選擇安裝。微軟發言人表示這是一個錯誤，默認情況下不再預先選擇下載。然而，在2015年10月29日，微軟宣布計劃在2016年的某個時候將Windows 10歸類為Windows Update界面中的“推薦”更新，這將導致安裝文件的自動下載和一次性提示選擇安裝即可顯示。2015年12月，據報導，一個新的廣告對話框已經開始出現，只包含“立即升級”和“今晚升級”按鈕，除關閉按鈕外沒有明顯的方法拒絕安裝。
2016年3月，一些使用者還聲稱他們的Windows 7和8.1設備在未經他們同意的情況下自動開始升級到10。2016年6月，GWX對話框的行為發生了變化，使關閉窗口意味著同意預定的升級。儘管如此，一位InfoWorld編輯對有關升級已經開始未經任何同意的聲稱提出異議; 測試顯示只有在使用者接受最終許可協議後才能開始升級到Windows 10（EULA）由其安裝程序提供，並且不這樣做最終會導致Windows Update因錯誤而超時，從而停止安裝嘗試。結論是，這些用戶可能在不知情的情況下點擊了“接受”提示，而不知道這將開始升級。2016年12月，微軟首席營銷官克里斯·卡波塞拉承認該公司“走得太遠”，並使用這種策略評論說“我們知道我們希望人們從安全角度運行Windows 10，我們花費了很多年找到了一個不會讓你走太過於咄咄逼人的路綫的平衡點，我認為我們的所作是正確的。”
2016年1月21日，微軟被小型索賠法庭起訴，該使用者的計算機在操作系统發布後不久未經她同意就試圖升級到Windows 10。但升級失敗了，之後她的電腦就一直處於不穩定狀態，這影響了她經營旅行社的活動。法院裁定該使用者有利並判給她1萬美元賠償金，但微軟提出上訴。但是，在2016年5月，微軟放棄了上訴並選擇支付賠償金。在“西雅圖時報”報導該訴訟後不久，微軟證實它正在再次更新GWX軟體，以便為選擇退出免費的Windows 10升級添加更多明確的選項。最終通知是一個全屏彈出窗口，通知使用者即將結束免費升級優惠，並包含“稍後提醒我”，“不再通知我”和“再通知我三次”選項。

#### 隱私和數據收集
倡導者和其他批評者對Windows 10的隱私政策以及客戶數據的收集和使用表示擔憂。在默認的“快速”設置下，Windows 10配置為向Microsoft和其他各方發送各種信息，包括使用者聯繫人，日曆數據和“相關輸入數據”的集合，以個性化語音、打字和手寫、輸入數據以提高識別率，允許應用程序使用獨特的廣告ID進行分析和廣告個性化（Windows 8.1引入的功能）並允許應用程序請求用戶的位置數據並將此數據發送給Microsoft和“可信賴的合作夥伴”以改進位置檢測（Windows 8具有類似的設置，但位置數據收集不包括“可信賴的合作夥伴”）。使用者可以從最收集這些數據選擇退出，但對於錯誤報告和使用遙測數據也會被發送給微軟，這不能被Windows 10企業版以外的Windows中被禁用，使用的Cortana智能個人助理還需要收集數據，例如您的設備位置，日曆中的數據，您使用的應用，電子郵件和短信中的數據，您致電的人，您的聯繫人以及您在設備上與他們互動的頻率“以進行個性化它的功能。
Rock Paper Shotgun作家Alec Meer認為，微軟對這一數據收集的意圖缺乏透明度，並表示“世界上沒有什麽是用45頁的政策文件、13個不同的來選擇退出的設置介面和外部網站構成所謂的'真正的透明度'的“。ExtremeTech指出，雖然之前針對谷歌採取類似數據收集策略的競選活動，“（微軟）現在以一種讓谷歌嫉妒的方式囤積你的數據。” 然而，也有人指出，對如此大量使用使用者數據的要求已成為一種常態，理由是對雲計算的依賴程度越來越高以及其他形式的外部處理，以及Google Now和Siri等移動設備上的服務的類似數據收集要求。在2015年8月，俄羅斯政治家尼古拉·列維切夫要求Windows 10被禁止在俄羅斯政府使用，因為它會向美國發出的使用者數據，（聯邦法律要求所有線上服務將俄羅斯使用者的資料存儲在該國境內的伺服器上, 否則會被被阻止存取,此條款于2016年9月生效。）
Ed Bott在為ZDNet撰寫文章時表示，企業對Windows 10 隱私權的投訴表明“這些隱私條款在2015年是多麼正常”。在Computerworld社論中，Preston Gralla說：“Windows 10收集的信息與其他操作系统收集的信息沒有什麼不同。但微軟與其他公司的標準不同。”
微軟服務協議規定，該公司的在線服務可能會自動“下載軟體更新或配置更改，包括那些阻止您訪問服務，玩盜版遊戲或使用未經授權的硬體外圍設備的更新。” 批評者將此聲明解釋為暗示微軟將掃描並刪除安裝在運行Windows 10的設備上的未經許可的軟體 。然而，其他人指出此協議專門針對Microsoft在線服務，如Microsoft帳戶，Office 365，Skype，以及Xbox Live，以及違規通道最有可能涉及Xbox遊戲機上的數字版權管理和第一方遊戲，而不是計劃監視安裝在Windows 10 PC上的盜版視頻遊戲。儘管如此，一些BitTorrent跟踪器宣布阻止Windows 10使用者的計劃，並且還認為作業系統可以向與微軟有關聯的反盜版組織發送信息。關於這些指控，ZDNet的 Ed Bott 將微軟的隱私政策與Apple和Google的隱私政策進行了比較，並得出結論：“在認真閱讀微軟服務協議，Windows許可協議……以及微軟隱私聲明後，我不認真看到任何看起來像霸王條款的東西。“專欄作家Kim Komando他表示，“微軟可能會在未來運行掃描並禁用它認為是安全威脅的軟件或硬件”，這與Windows 10更新政策一致。
在發布10之後，指控還表明微軟已經通過“推薦”補丁向Windows 7和Windows 8推送了作業系統增加的數據收集，這些補丁增加了額外的“遙測”功能。更新中添加的“診斷跟踪服務”專門與Microsoft現有的客戶體驗改善計劃（這是一個選擇加入計劃，向Microsoft發送其他診斷信息以解決問題）以及針對第三方的Application Insights服務相關聯。

數據收集功能能夠根據最終用戶將個人信息，瀏覽歷史記錄，電子郵件內容，聊天，視頻呼叫，語音郵件，照片，文檔，個人文件和鍵擊發送給Microsoft進行分析許可協議。微軟的服務協議條款已更新，聲明如下：
|  | 我們真誠地相信這樣做是為了保護我們的客戶或執行時，我們將訪問，披露和保存個人數據，包括您的內容（例如您的電子郵件內容，其他私人通信或私人文件夾中的文件）。管理服務使用的條款。 |

2017年10月，荷蘭數據保護局發布投訴聲稱Windows 10的隱私政策不符合荷蘭法律，因為它聲稱微軟未提供有關“完整”遙測級別收集的信息的充分信息以及它是如何處理的。微軟聲稱它沒有提供足夠的“完整”遙測水平的聲明，並聲稱它正在與DDPA合作“尋找合適的解決方案”。

#### 翻译错误
Windows 10有时会弹出“Memory could not be read.”的报错信息，意思应当为“无法读取内存”，在简体及繁体中文版中却被错误翻译为“该内存不能为 read”。这一翻译问题在Windows XP就已经存在。

## 反托拉斯問題
2016年11月，卡巴斯基實驗室向俄羅斯提交了一份關於將Windows Defender與作業系統捆綁在一起的反托拉斯投訴，稱微軟濫用自己的位置支持自己的內部防毒軟體而不是其他供應商。2017年6月，卡巴斯基向歐盟委員會提出了另一項投訴，指責該公司在Windows 10上使用第三方防病毒軟件來捍衛其“劣質”Windows Defender，包括在升級過程中強行卸載第三方防病毒軟件，並沒有為防病毒開發人員提供足夠的時間來驗證他們的軟件對於Windows 10的每次新升級，微軟表示該公司“深入參與反惡意軟件供應商並採取了一系列步驟來解決他們的反饋”，並表示他們已經提出與卡巴斯基高管會面以討論任何具體問題。
2017年6月21日，微軟發布了一篇博文，確認自“創作者更新”以來，如果當前版本不兼容，Windows 10可能會在安裝功能更新時提示用戶暫時禁用其病毒軟件，並且在更新結束後，操作系统將引導使用者對其軟體進行相關更新。微軟表示，它已與供應商合作，對其軟體進行兼容性測試，並“指定哪些版本的軟體兼容，以及在更新後將客戶引向何處”。微軟報告說，由於這些努力，大約95％的Windows 10用戶“安裝了已經與Windows 10 Creators Update兼容的防毒應用程式”。